# Serghei Alexeev
Serghei Alexeev est un footballeur international moldave né le 31 mai 1986 à Tiraspol et évoluant au poste d'attaquant au Zaria Bălți.

## Carrière

### En club
Serghei Alexeev commence sa carrière en 2002 avec le FC Sheriff Tiraspol puis évolue au FC Tiraspol de 2005 à 2007. Il revient au FC Sheriff Tiraspol en 2007 puis est prêté au FC Iskra-Stal Rîbnița lors de la saison 2008-2009. En 2009, il s'engage avec le FC Aarau puis signe en 2010 au Zakarpattya Oujhorod. 
Le 5 juillet 2011, il est transféré au Kaposvári Rákóczi. En janvier 2012, il est prêté au club israélien du Maccabi Netanya puis en juillet 2012, il signe en Russie au FK Metallurg Krasnoïarsk. En septembre 2013, il revient dans le championnat de Moldavie en s'engageant avec le FC Veris Chișinău. En juillet 2014, Alexeev signe au FC Zimbru Chișinău,. En février 2015, il s'engage avec le FC Tiraspol. En septembre 2015, il est recruté par le SKA-Energiya Khabarovsk.

### En sélection nationale
Serghei Alexeev reçoit 25 sélections et inscrit 5 buts en équipe de Molavie entre 2007 et 2014.
Il joue son premier match en équipe nationale le 7 février 2007 en amical contre la Roumanie. Il inscrit son premier but en sélection le 17 novembre 2007, lors d'un match face à la Hongrie comptant pour les éliminatoires du championnat d'Europe 2008.

## Buts internationaux
| # | Date             | Lieu                                              | Adversaire      | Résultat | Compétition                       |
| - | ---------------- | ------------------------------------------------- | --------------- | -------- | --------------------------------- |
| 1 | 17 novembre 2007 | Stade Zimbru, Chișinău                            | Hongrie         | 3 – 0    | Amical                            |
| 2 | 28 mai 2008      | Bolshaya Sportivnaya Arena, Tiraspol              | Arménie         | 2 - 2    | Amical                            |
| 3 | 6 septembre 2008 | Bolshaya Sportivnaya Arena, Tiraspol              | Lettonie        | 1 - 2    | Éliminatoires Coupe du monde 2010 |
| 4 | 2 septembre 2011 | Stade olympique, Helsinki                         | Finlande        | 4 - 1    | Éliminatoires Euro 2012           |
| 5 | 24 mai 2014      | Estadio Municipal de Chapín, Jerez de la Frontera | Arabie saoudite | 4 - 0    | Amical                            |

## Palmarès
- Champion de Moldavie en 2003, 2004, 2007 et 2008
- Vainqueur de la Coupe de Moldavie en 2008
- Vainqueur de la Supercoupe de Moldavie en 2004 et 2007
- Vainqueur de la Coupe de la CEI en 2003